# Зайнуллин, Артур Айдарович
Арту́р Айда́рович Зайну́ллин (род. 6 января 1988, г. Октябрьский, Башкирская АССР) — российский спортсмен, выступающий в смешанных единоборствах. Мастер спорта по дзюдо, самбо, рукопашному бою, комплексному единоборству, панкратиону.

## Биография
Окончил Башкирский государственный аграрный университет, кандидат технических наук.

## Спортивные достижения
- Кубок России по дзюдо 2010 года — 3 место;
- Чемпионат России по боевому самбо 2012 года — 3 место;
- Чемпионат Приволжского федерального округа по грепплингу 2012 — 1 место;
- Чемпионат Центрального совета сообщества «Динамо» по рукопашному бою 2013 года — 2 место;
- Чемпионат России по комплексному единоборству 2014 года — 3 место;
- Чемпионат Приволжского федерального округа по панкратиону 2014 года — 1 место;
- Чемпионат России по панкратиону 2015 года — 2 место;
- Чемпионат Европы по панкратиону 2015 года - 1 место
- Чемпионат мира по панкратиону 2015 года - 3 место
- Чемпионат России среди сотрудников ГУФСИН по рукопашному бою 2016 - 1 место